# Вестерлунд, Эрнст
Эрнст Теодор Вестерлунд (22 октября 1839 — 28 января 1924) — шведский врач.

## Биография
После окончания в 1858 году школы, он учился в Уппсальском университете. В этот период его интересовали, прежде всего, гинекология и хирургия. В 1863 году он стал бакалавром, в 1867 — доктором медицины.
В 1864 году принимал участие в Датско-прусской войне в качестве военного врача и был взят в плен пруссаками.
В 1868 году, устроившись городским врачом в Энчёпинге, он женился на Нине Флодерис, с которой познакомился ещё в 1860 году. У супругов было три дочери.
Особый талант Вестерлунда проявился в лечение неврозов, при котором его индивидуальный подход, прекрасная диагностика и умение влиять на пациентов давало блестящие результаты и сделало его, возможно, одним из самых востребованных врачей в Швеции. Вестерлунд исходил из неразрывной связи между телом и душой; важной частью его терапии было послушание; ключевым моментом была уверенность пациента в своём выздоровлении. Лечение проходило на фоне активной деятельности пациента, включая трудовую. Долгое время врачебное сообщество не принимало его методов лечения, называя его шарлатаном.
Когда сведения о его лечении начали распространяться к нему потянулись пациенты со всей страны, а также из Финляндии, Норвегии, Дании, России и ряда стран Западной Европы. В 1895 году, после лечения у М. П. Ограновича, у Вестерлунда успешно вылечился Л. Л. Толстой. После лечения в 1896 году Л. Л. Толстой женился на младшей дочери Вестерлунда, Доротее.
В 1901 году Вестерлунд стал почётным доктором медицины Лундского университета, в 1920 году — почётным доктором богословия в Уппсальском университете.

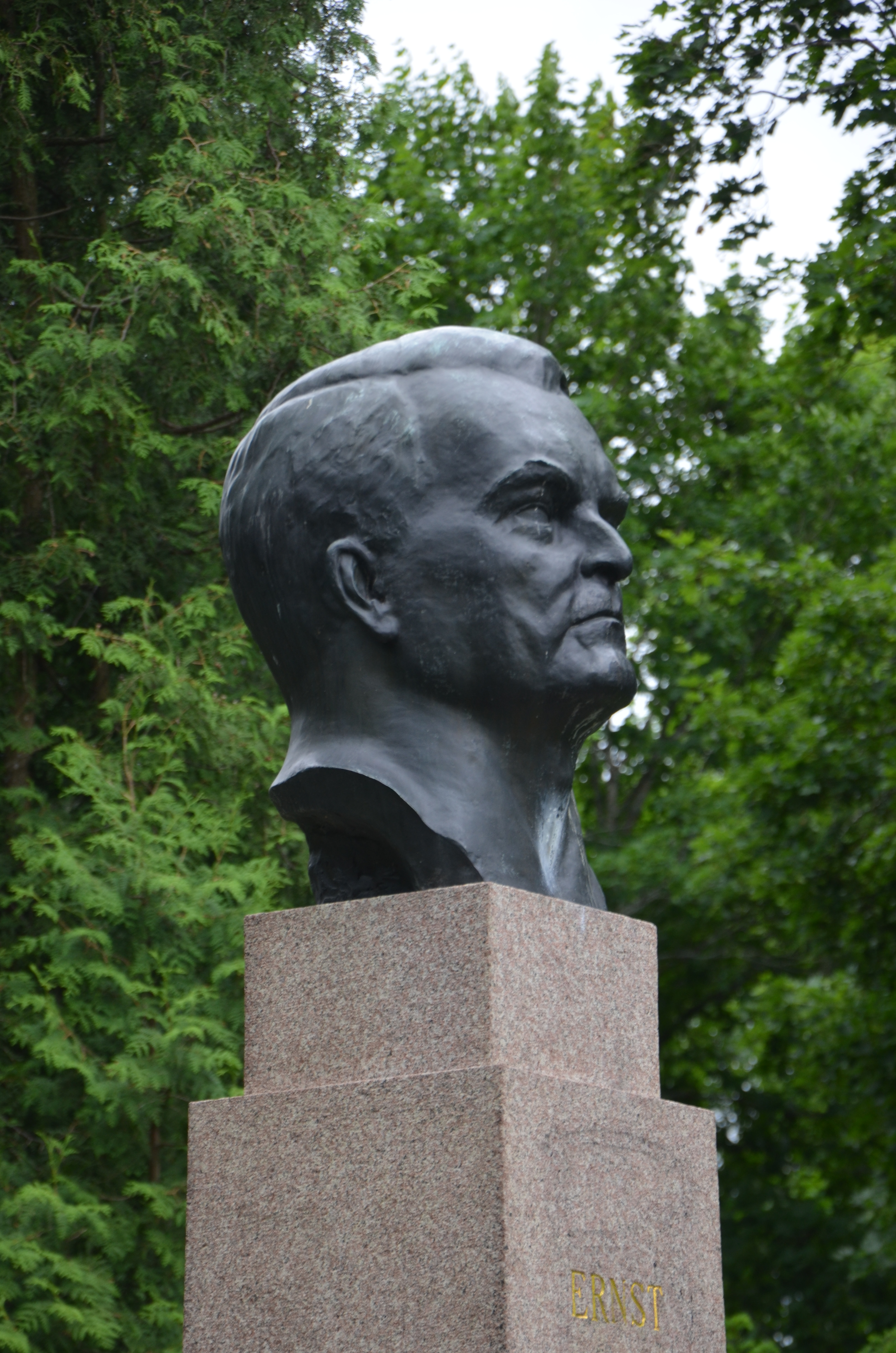
Паматник Э. Вестерлунду в Энчёпинге
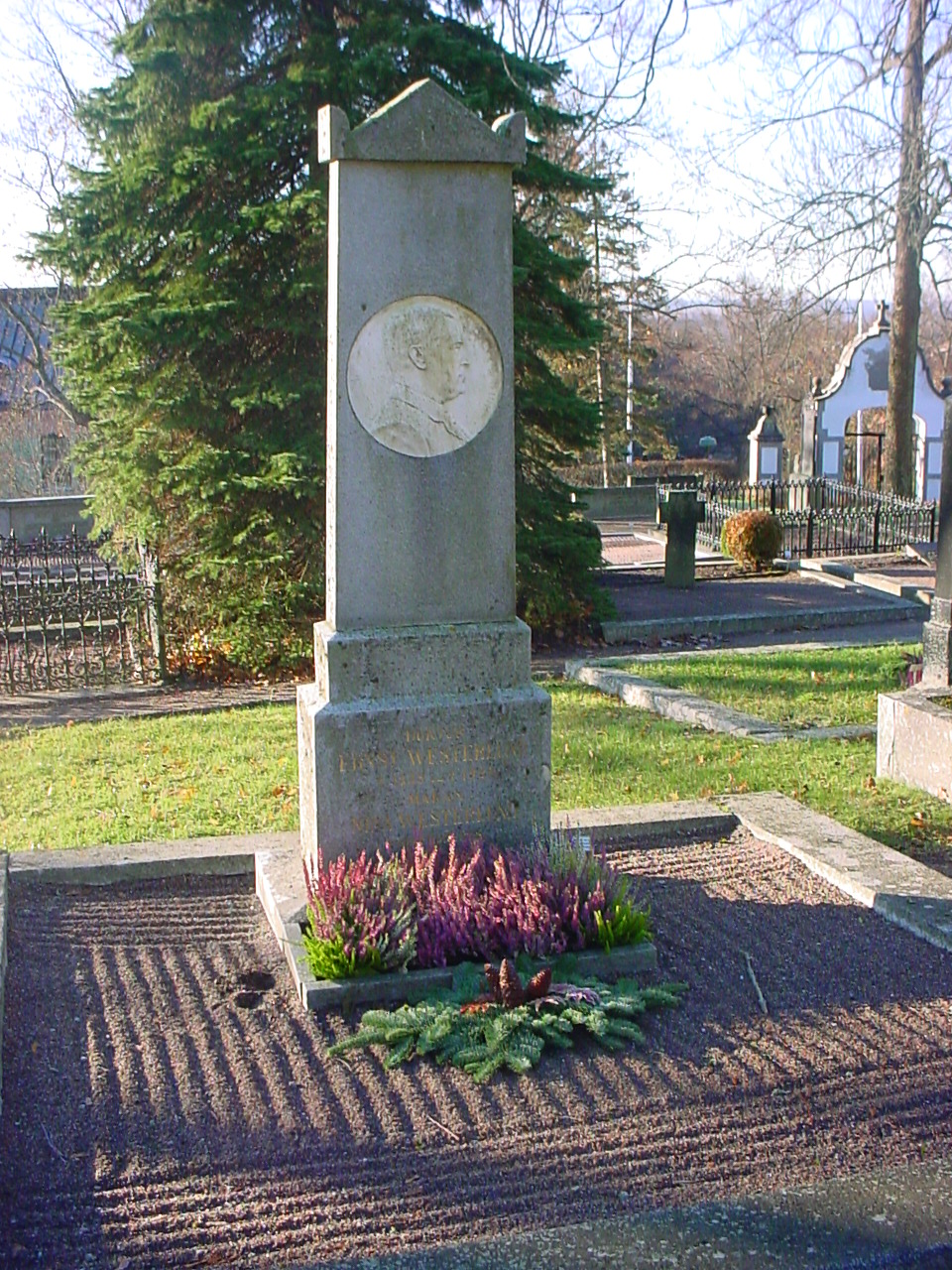
Могила Э. Вестерлунда в Энчёпинге